# Черна Места
 Тази статия е за реката.  За едноименното село вижте Черна Места (село).  
Черна Места е река в Южна България, област Благоевград, община Якоруда, лява съставяща на река Места. Дължината ѝ е 23,3 km. Образува се от сливането на реките Софаница (Софан дере) и Леевщица в клисурата Върви секул, като за начало се приема река Софаница.
Река Черна Места извира под името Ражавица на 2434 m н.в. в Източна Рила, между върховете Сивричал (2641 m) на юг и Равни чал (2637 m) на север. До контрастената на язовир „Белмекен" тече на юг, а след това на югозапад под името Софаница (Софан дере) в тясна (до 60 – 80 m), стръмна и силно залесена долина със стръмни (30 – 40°) склонове, Коритото е тясно и каменисто, с чакълесто–каменливо дъно. След устието на река Леевщица реката завива на юг вече под името Черна Места, като характеристиките на долината ѝ се запазват. При село Черна Места, долината ѝ става с югозападно направление и на 1,8 km след селото, на 941 m н.в. се слива с идващата отдясно река Бела Места и двете заедно дават началото на същинската река Места. В този си последен участък коритото ѝ е по-полегато – около 30 m/km, а долината ѝ се разширява и достига 300 – 400 m.
Площта на водосборния басейн на реката е 164 km2, което представлява 4,76% от водосборния басейн на река Места.
Основните притоци: → ляв приток, ← десен приток
- → Куртовска река
- ← Кардалица (Даутица)
- ← Леевщица
- → Ваклева река

Среден годишен отток при село Черна Места е 1,42 m3/s. Поради голямото различие в надморската височина през която протича реката тя има два ясно изразени максимума и минимума. Във високопланинската част максималният отток е през май, а минималният през февруари, а в нископланинската – съответно април и септември. Средният наклон на течението е много голям 64,7 m/km. Средна надморска височина на водосборния басейн 1595 m.
По течението на Черна Места има само едно населено място – село Черна Места.
Реката е проходима при ниска степен на трудност (I – II категория).
Горното поречие е обрасло с клек, бяла мура, обикновен смърч, бял бор, а долното – с бук и дъб.
През 2003 г. са правени проучвания за малка ВЕЦ. Оценката на водноенергийния потенциал на реката е 1350 кВ мощност и 5,9 ГВтч електроенергия годишно.
По десния бряг на реката от село Черна Места до устието ѝ, на протежение от 2 km преминава участък от второкласен път № 84 от Държавната пътна мрежа Звъничево – Велинград – Разлог. В същия участък, успоредно на шосето преминава и участък от теснолинейната жп линия Септември (град) – Добринище.
В горното течение на реката, югозападно от язовир „Белмекен“ е изграден големият спортен тренировъчен комплекс „Белмекен“.
При наводненията през 2005 г. реката излиза от коритото си, отнася две масивни постройки в село Черна Места и наводнява от устието си до края на Община Якоруда площ с дължина около 18 km и ширина от около 50 – 60 m, застрашавайки два моста с подкопани устои. По информация на в-к „Вяра“,, щетите са големи – десетки декари обработваема земя са засегнати и оплакванията на местните жители са за пълни с камъни, тиня и наноси ниви. Според същата информация земеделската продукция на района през 2006 г. е заплашена.

## Топографска карта
- Лист от карта K-34-72. Мащаб: 1 : 100 000.